# Сюнфэн 3
Сюнфэн 3 (кит. трад. 雄風三型, упр. 雄风三型, пиньинь Xióng fēng sān xíng, палл. Сюн фэн сань син, буквально Сильный Ветер 3) — тайваньская сверхзвуковая противокорабельная крылатая ракета класса «поверхность-поверхность» разработанная Чжуншаньским институтом науки и технологии. На западе обозначают как Hsiung Feng III (HF-3).
Принята на вооружение ВМС Тайваня в мае 2011 года. Данные ракеты способны развивать скорость до 2300 км/ч и поражать цели на дальности до 80 морских миль (около 150 км).
Противокорабельные ракеты Сюнфэн 3 предназначены для борьбы с китайским авианосцем «Ши Лан» (бывший «Варяг»), построенным по проекту 1143.6 и приобретённым у Украины в 1998 году.
В общей сложности министерство обороны Тайваня намерено потратить 12 млрд тайваньских долларов (406,5 млн долларов США) на покупку 120 ракет Hsiung Feng III для флота.

## Тактико-технические характеристики
- Длина: 6 м
- Диаметр: 0,45 м
- Масса: 1350 кг
- Дальность полёта: около 150 км
- Скорость полёта: M=2,0
- Система наведения: радиолокационная головка самонаведения
- Двигательная установка:
  - Стартовый двигатель — РДТТ
  - Маршевый двигатель — ПВРД
- Носители:
  - Фрегаты типа «Оливер Хазард Перри»
  - Ракетные корветы-катамараны типа «То Цзян» (Tuo Jiang)[2]